# جان بونام
جان هنری بانِم  (به انگلیسی: John Henry Bonham) (تولد ۳۱ می ۱۹۴۸-مرگ ۲۵ سپتامبر ۱۹۸۰) ترانه‌نویس و درامر انگلیسی بود که بیشتر به خاطر فعالیتش در گروه لد زپلین شناخته می‌شود. جان بانم یکی از مهم‌ترین درامرهای تاریخ موسیقی است و بارها به عنوان برترین درامر تاریخ راک انتخاب شده‌است. مشخصه‌های اصلی نوازندگی جان بانِم نوازندگی بسیار قدرتمند، پای راست سریع و تسلط فیزیکی یگانه بر ساز و بنیان تهاجمی و خشن نوازندگی او بود که طبل نوازی متعارف راک با آن معرفی شد. جان بانم نوازندگی درام در سبک راک را به تمامی تعریف و تثبیت کرد. منتقدین، تاریخ نوازندگی درام را به قبل و بعد از جان بانم تقسیم کرده‌اند. مجلهٔ رولینگ استون او را «بهترین درامر تمام دوران» نامیده‌است.

## زندگی

### سال‌های اولیه
جان بانِم پسر جون و جک بانم در ۳۱ می ۱۹۴۸به دنیا آمد. او نواختن درام را در پنج سالگی و با قوطی‌های خالی شروع کرد و در آن زمان خودش را جای جن کروپا و بادی ریچ، دو نفر از درامرهای بزرگ موسیقی جز، تصور می‌کرد. بانم در ده سالگی اولین درام خودش را که یک درام کوچک کمری بود از مادرش هدیه گرفت و درست پنج سال بعد پدرش اولین درام حرفه‌ای را برای او خرید. بانم برخلاف توصیه بقیه هیچ وقت یادگیری درام را به صورت معمول نپذیرفت و این در حالی بود که در مدرسه همواره درامر ثابت گروهای مختلف مثل بلو استار تریو ۱۹۶۲–۶۳ و Gerry Levene & the Avengers 1963 بود.
در سال ۱۹۶۴ و بعد از ترک مدرسه بانِم در حالی که برای گروه‌های محلی مختلف کار می‌کرد در کنار پدرش هم مشغول نجاری بود. سال ۱۹۶۴ شروع کار او به عنوان یک درامر صرف بود بانم در این سال به اولین گروه نیمه حرفه‌ای خودش تا آن زمان یعنی Terry Webb and the Spiders پیوست و همین زمان بود که با همسر آینده خودش، پت فیلیپس نیز آشنا شد. او همچنین با گروه‌های دیگر بیرمنگامی مثل The Nicky James Movement و The Senators هم همکاری کرد. دو سال بعد بونزو به گروه A Way of Life پیوست اما مدت زمان زیادی طول نکشید که گروه دست از فعالیت برداشت و بونزو برای بدست آوردن درآمد به گروه بلوز Crawling King Snakes آمد که خواننده اصلی آن رابرت پلنت جوان (خواننده لد زپلین) بود.
در سال ۱۹۶۴ A Way of Life از بونزو درخواست همکاری مجدد کرد که این پیشنهاد با موافقت او همراه شد. در تمام طول این مدت رابرت پلنت رابطه خودش را با بانم حفظ می‌کند و زمانی که پلنت تصمیم می‌گیرد گروه Band of Joy را تأسیس کند، بونزو اولین انتخاب او به عنوان درامر است. گروه تعدادی دمو ضبط می‌کند و در سال ۱۹۶۸ به دعوت تیم رز خواننده آمریکایی در تور بریتانیای او اجرا می‌کند. وقتی که رز یک بار دیگر به تور بریتانیا می‌آید، بانم به عنوان درامر ثابت و با درآمدی مشخص توسط رابرت پلنت استخدام می‌شود.

### لد زپلین
بعد از انحلال گروه The Yardbirds رابرت پلنت، جیمی پیج گیتاریست آن گروه، را ملاقات می‌کند و به او پیشنهاد همکاری می‌دهد. بانم پیش از این پیج را در همکاری‌هایی کوتاهی که با هم داشتند می‌شناخت و با جان پل جونز نیز آشنا بود. در لیست انتخابی پیج برای درامرها افرادی مثل بی.جی ویلسون و گینگر بیکر هم وجود داشتند اما پیج و پیتر گرانت، مدیر برنامه‌های او، بعد از مشاهده اجرای بونا در تور تیم رز متقاعد شدند که بانم بهترین گزینه برای پروژه جدیدی است که قصد اجرای آن را دارند. با وجود همه تلاشی که برای جذب درامر وجود داشت، بانم در ابتدا برای پیوستن به گروه بی میل بود. پلنت هشت و گرانت چهل تلگرام به بونزو می‌زنند و این در حالی است که در همین لحظه بونزو پیشنهادهای مالی خوبی از جو کوکر و کریس فارلو دارد. در نهایت و در حالی که بنظر می‌رسید که بونزو پیشنهاد کوکر را قبول کند اما بانم به گرانت پاسخ مثبت داد.

سه دایره متقاطع بانم برای امضای آلبوم لد زپلین ۴

بانم از بلندترین و سنگین‌ترین چوب‌های درام (سایز 2B) استفاده می‌کرد. درام سنگینی که بانم در کارش داشت بر بسیاری از کارهای لد زپلین مثل "Immigrant Song" (Led Zeppelin III), "When the Levee Breaks" (Led Zeppelin IV), "Kashmir" (Physical Graffiti), "The Ocean" (Houses of the Holy),"Achilles Last Stand" (Presence) تأثیر زیادی گذاشته.
درام سولوی معروف بونزو موبی دیک نام دارد که معمولاً حدود نیم ساعت طول می‌کشد و بونزو برای رسیدن به افکت‌های مختلف از دست‌های خودش هم استفاده می‌کرد. در تورهای بعد از سال ۱۹۶۹ بانم درام خودش را گسترش می‌دهد و به آن یک تبل ارکستر، کانگا و… هم می‌افزاید.
بانم همچینین یکی از کلکسیونرهای ماشین و موتورهای مسابقه‌ای قدیمی هم بوده که آن‌ها را در باغ خانوادگی به نام The Old Hyde نگهداری می‌کرد. او صاحب یک مشروب فروشی به نام The Plough نزدیک جزیره شنستون نیز بوده.

## مرگ

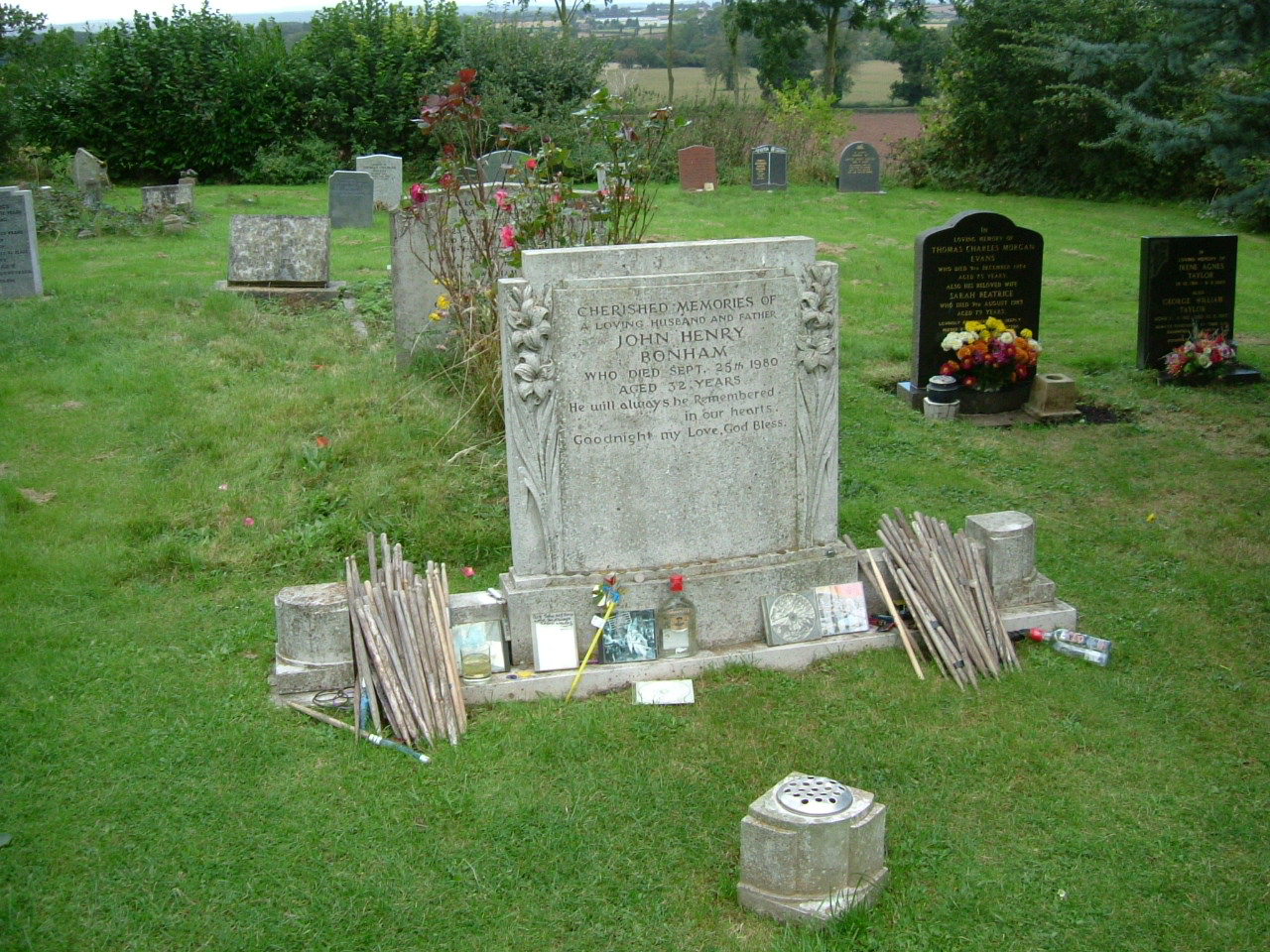
آرامگاه جان بانم در محوطه کلیسا در ورکسترشایر

در ۲۵ سپتامبر ۱۹۸۰ بانم در حالی که ۳۲ سال بیشتر نداشت به دلیل مصرف بیش از حد الکل جان خود را از دست داد. چند هفته بعد مأمور بررسی مرگ تخمین زد که بانم ۲۴ ساعت قبل از مرگش بیش از ۴۰ پیک ودکا مصرف کرده که باعث ورم ریه و در نهایت مرگ او می‌شود. بدن او در دوازدهم اکتبر ۱۹۸۰سوزانده و در کلیسای در ورکسترشایر به خاک سپرده شد. بر روی سنگ قبر او این عبارت نوشته شده:
گرامیداشت خاطراتی از همسر و پدری دوست داشتنی، جان هنری بانم، که در بیست و پنجم سپتامبر ۱۹۸۰ در سی و دو سالگی از دنیا رفت. او همیشه در قلب ما خواهد بود. شب به خیر عزیزم. خدا تو را بیامرزد.— CHERISHED MEMORIES OF A LOVING HUSBAND AND FATHER JOHN HENRY BONHAM WHO DIED SEPT. 25th 1980 AGED 32 YEARS He will always be Remembered in our hearts. Goodnight my Love, God Bless.
با وجود تمام شایعات رسانه‌ای مبنی بر اینکه درامرهای مختلفی از جمله کازی پاول، سیمون کرک و.. به جای بانم به گروه خواهند پیوست اما لد زپلین تصمیم گرفت بعد از مرگ بانم به کار خود خاتمه دهد. آن‌ها در ۴ دسامبر ۱۹۸۰رسماً اعلام کردند که گروه بدون بانم به کار خود ادامه نخواهد داد: «با وجود از دست دادن دوست عزیزمان و احترام عمیقی که برای خانواده او قائل هستیم با احساس غم غیر قابل بیانی ما و مدیر برنامه‌هایمان تصمیم گرفتیم که دیگر به عنوان یک گروه کار نکنیم.»